# Jane Col
Der Jane Col ist ein Gebirgspass auf Signy Island im Archipel der Südlichen Orkneyinseln. Er verläuft westlich des Jane Peak am Kopfende des Limestone Valley.
Das UK Antarctic Place-Names Committee benannte ihn 1974 in Anlehnung an die Benennung des Jane Peak. Dessen Namensgeber ist die Brigg Jane des britischen Seefahrers James Weddell.